# Nolan Gould
Nolan Gould (New York, 1998. október 28. –) amerikai színész.

## Filmográfia

### Film
- 2007 : The McPassion ... Son at Restaurant
- 2007 : Waiting Room ... Wild Child
- 2007 : Sunny & Share Love You ... Jason
- 2008 : Montana ... Johnny
- 2009 : Space Buddies ... Sam
- 2011 : Hysteria ... Child
- 2011 : Barátság extrákkal (Friends with Benefits) ... Sammy
- 2012 : Ghoul ... Timmy Graco
- 2013 : Kamatylista (The To Do List) ... Max
- 2014 : Field of Lost Shoes ... Robert / Sir Rat
- 2019 : Yes ... Jeremiah Rosenhaft
- 2023 : Miranda's Victim ... James Valenti
- 2023 : The Nana Project ... Andrew

### Televízió
- 2007 : Mit rejt Jimmy koponyája? (Out of Jimmy's Head) ... Young Jimmy
- 2007 : America's Most Wanted: America Fights Back ... Young Paul Jackson
- 2008 : Eleventh Hour ... John Warner
- 2009–2020 : Modern család (Modern Family) ... Luke Dunphy
- 2010 : Sok sikert, Charlie! (Good Luck, Charlie) ... Zander
- 2011–2014 : The Haunting Hour: The Series ... Jack Pierce
- 2015 : Szófia hercegnő (Sofia the First) ... Elliot
- 2020 : What's Up North ... Travis Tordjman
- 2022 : A Grace klinika (Grey's Anatomy) ... Chase Sams